# Tahitis damlandslag i fotboll
Tahitis damlandslag i fotboll representerar Franska Polynesien i fotboll på damsidan. Dess förbund är Fédération Tahitienne de Football.